# Sistema Central
O Sistema Central é uma cordilheira situada no centro da Península Ibérica que tem uma orientação oeste-leste em sua metade oeste, e orientação sudoeste-nordeste em sua metade leste. Tem uma longitude aproximada de 700 km e vai desde Portugal ao Sistema Ibérico em Espanha. Constitui a separação natural entre a Beira Alta e Castela e Leão, ao norte, e Castela-Mancha, Comunidade de Madrid, Estremadura e Beira Baixa, ao sul. Também representa a divisão da Meseta Central entre a submeseta norte e a submeseta sul. Salvo alguma exceção menor, constitui a divisória entre as bacias do Douro e do Tejo. A maior elevação do sistema é o pico de Almançor (2.592 m), situado na Serra de Gredos. As montanhas do Sistema Central têm uma proeminência média de 1.200 metros e uma base que oscila dos 500 a 1 200 metros.

## Principais serras e cumes

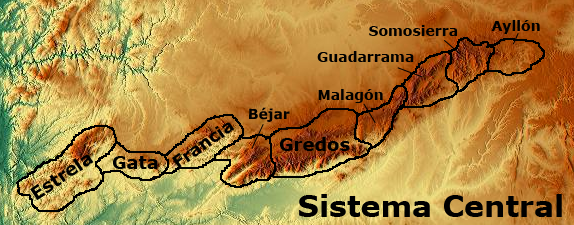
Serras do Sistema Central

De oeste para leste:
- Serra da Estrela – Torre, 1993 m
- Serra da Malcata – 1075 m
- Serra de Gata – Penha Canchera, 1592 m
- Serra de Francia – Penha de França, 1723 m
- Serra de Béjar – Canchal de la Ceja, 2428 m
- Serra de Gredos – Pico de Almançor, 2592 m
- Serra de Guadarrama – Peñalara, 2428 m